# Welega
Welega o Wolega fue una de las provincias de Etiopía hasta 1995. Su capital era Nekemte. Fue nombrada por los Wollega Oromo, que eran la mayoría de la población dentro de sus límites.
Welega limitaba al oeste con Sudán, al norte con el río Abay que lo separaba de Gojjam, al este con Shewa, al sureste con Kaffa y al sur con Illubabor.

## Historia
Tras la liberación de Etiopía en 1941, varias provincias se agregaron a Welega para simplificar la administración: las áreas semiautónomas de Asosa, Beni Shangul, Leqa Naqamte y Leqa Qellam, y la provincia de Sibu.
Los límites de Welega se mantuvieron sin cambios hasta la adopción de la nueva constitución en 1995, cuando Welega fue dividida entre las regiones de Oromía y de Benishangul-Gumaz.

## Awrajas
La provincia estaba dividida en 6 awrajas (distritos).
- Asosa
- Kelem
- Gimbi
- Arjo
- Nekemte
- Horo Guduru